# 바르비에의 정리
바르비에의 정리(Barbier's theorem, -定理)는 정폭도형의 하나인 정폭곡선(curves of constant width)에 관한 기하학의 초등적인 정리로, 프랑스 수학자 조제프에밀 바르비에(Joseph-Émile Barbier)의 이름이 붙어 있다. 다음과 같이 간단하게 쓸 수 있다.
- 폭이 L인 정폭곡선의 둘레는 πL이다.

원은 정폭곡선이므로, 원 지름이 L일 때 둘레가 πL이라는 것은 바르비에의 정리의 특수한 결과이다. 뢸로 삼각형이나 나아가 뢸로 다각형과 같은 일반적인 정폭곡선에 대해서도 바르비에의 정리는 성립한다.
그러나 보다 차원이 높은 정폭도형, 예를 들어 정폭곡면(surfaces of constant width)에 대해서는 바르비에의 정리와 유사한 정리가 성립하지 않는다.